# 终结者：创世纪
是一部2015年美國科幻動作片。導演為亞倫·泰勒，編劇為莱塔·卡罗格里迪斯和派屈克·魯希爾。
本片為「魔鬼終結者系列電影」的第五部，是該系列的平行時空故事（不是第一部的重拍，也非原始主軸劇情的續集）。由於天網派終結者前往比第一部1984年更早的莎拉·康納9歲的年代，去追殺她，進而形成了另一個時間線的平行時空（與第一部形成了兩個獨立的時空，所以兩部沒有時間與情節關聯性，故事各自獨立），本集講述的是這個平行時空後來引發的故事。
劇中不斷強調這個平行時空與第一部的1984年已經分裂成兩個不同的時間線，主角莎拉·康纳也親口點明第一部1984年的時空在這個時空已不存在。第一部的莎拉·康纳是一個在成年時才知道天網存在的柔弱女子，本集的莎拉·康纳則是九歲就已知道天網存在且被訓練成驍勇善戰的女戰士。
由阿諾·史瓦辛格、艾蜜莉·克拉克、傑森·克拉克、傑·寇特尼、李炳憲、J·K·西蒙斯和馬特·史密斯主演。派拉蒙影業於2015年7月1日上映。至今全球票房收入為4.4億美元。

## 剧情
「天網」（Skynet）原是一項用作飛彈防禦的人工智慧機器人系統，但天網於1997年8月29日產生自我意識而釋放核彈造成人類世界完全崩壞，倖存的人將那天稱作「審判日」；接著，滅世人工智能天網製造出了大量的機械軍團以及仿人形的機器人「終結者」，打算將剩下的人類趕盡殺絕。
2029年，人類反抗軍領袖约翰·康纳在拯救了無數受機器壓迫的人類後，向天網展開最後的攻擊。洛杉磯部隊在约翰的帶領下攻擊天網的「終極武器」，科羅拉多部隊則成功破壞了天網的核心，受其指揮的機器軍團全數停止運作。當約翰抵達終極武器所在地時，眾人從約翰口中得知終極武器其實就是時光機器，但他們的行動仍然太晚，天網已利用時光機器派了一名T-800型終結者穿越時空回到1984年去殺死約翰的母親莎拉·康纳，以阻止約翰出生。約翰的左右手凱爾·瑞斯是「審判日」的倖存者，年幼的他被約翰所救並一同加入了反抗軍。凱爾自願進入時光機器回到過去來保護日思夜想的莎拉，當他站上機器開始傳送時，突然看見在一旁的約翰遭到神秘的T-5000型終結者偷襲，這個變化使他在進行時光傳送的過程中接收到了另一個2017年平行時空線的童年記憶，童年的他站在鏡子前不斷重複複述著同一句話，「創世紀就是天網」。
1984年，此時的莎拉已是一名女戰士，被一個來源不明、但任務目標是保護莎拉的T-800型終結者撫養長大，莎拉稱呼它為老爸（pops）。他們聯手打倒被天網送來的T-800型終結者，天網則另外派遣了T-1000型終結者追殺凱爾。回到此年代後，全裸的凱爾搶了一條流浪漢的褲子，因此遭警察追捕。他闖入百貨公司偷去其他衣服卻遭警察追上，這警察卻是外型可變的T-1000型終結者所偽裝。一名年輕警員歐布萊恩目睹T-1000展現非人的能力追殺凱爾。陷入危機的凱爾被開車趕來的莎拉和老爸所救。原來時間線已被更改，此年代的莎拉已不再是一名餐廳服務生。她9歲時在河邊遭T-1000型終結者攻擊以致父母雙亡，自己則被老爸所救並扶養成人，開始為阻止天網做準備。凱爾雖不信任這個T-800，但也只好共同行動。三人到達藏身處後，T-1000型終結者也隨即追來並修復了之前被老爸和莎拉打倒的T-800型終結者。T-800被凱爾勉力擊毀，T-1000型終結者打敗老爸後變形成凱爾的模樣來混淆莎拉但遭識破。莎拉開槍打穿頂上的強酸管線以腐蝕T-1000，但T-1000受創後仍勉力攻擊兩人，所幸老爸趕來將他逼回酸液中腐蝕淨盡，但老爸右手的人體組織被強酸液體腐蝕到只剩金屬骨架。莎拉告訴凱爾，她們兩人聯手打造了一個簡便型時光機器，但啟動的關鍵零件則直到現在才取得，也就是T-1000型終結者的核心處理器。莎拉原計劃前往1997年防止天網產生自我意識，但時間線既已更改，凱爾相信，他所接收到的原本不存在的童年記憶是一個警告，因而說服莎拉前往2017年，而不是去1997年。由於時光機器運作時會令置身其中的外露金屬爆炸，右手骨架裸露的老爸無法搭乘，於是獨自留在這個時間點直到2017年，讓右手肌膚長好。
全裸的凱爾和莎拉兩人被傳送到2017年8月28日的舊金山一條高速公路上，遭警察以製造爆炸為由逮捕。已然白髮蒼蒼的老爸則被困在車陣中。莎拉兩人被帶到醫院接受治療時，得知了此時的天網被稱為「創世紀」（Genisys），是一套即將上線的大眾應用程式系統（APP），由賽博丹公司（Cyberdyne Systems）所開發，在人類建構的社會中所涉及的地方幾乎是無所不在；並也遇見了老年的歐布萊恩，一個堅持時空旅行者存在的老警探，被同僚認為偏執、妄想。兩人在接受完馬爾蒂斯等警探等的質問後，用計取得一旁的外科工具，待無人之際解開手銬。此時，穿著西裝的約翰·康納意外的現身幫助兩人離開，但老爸也跟著現身開槍打倒約翰，使約翰顯露出了T-3000型終結者的真實面貌。約翰解釋，在凱爾被傳送走的同時，他遭到天網的核心本尊T-5000型終結者感染，全身的分子被轉換成奈米細胞，成為了由人類轉化而成的T-3000型終結者，思想跟性格也跟著改變，同時T-5000型終結者也殺光了在場的反抗軍們。T-3000型終結者的任務是確保賽博丹公司的安全、以及幫助他們開發創世紀。約翰企圖說服莎拉等人與他一同迎接新未來但遭拒，於是以T-3000型終結者的面目攻擊，老爸難以抵擋，打鬥過程中同遭磁力共振仪（MRI）吸住。在凱爾的幫助下，一行三人成功逃脫。歐布萊恩緊追著自己心目中的時間旅人想證明自己的看法有所本，卻總是只發現被破壞的現場，絲毫沒有未來人或未來機器的蹤跡。
一行人逃到一間原為碉堡的安全屋，進行最後準備以摧毀創世紀主機所在的賽博丹公司。老爸利用可取得的磁鐵製造拳套以求剋制T-3000。知曉莎拉一切秘密的T-3000型終結者此時追踪而至，遭莎拉開火引發爆炸擋了一陣。三人趁亂開走了一輛校車逃離，T-3000型終結者在後追殺，警方也把眾人當偷車賊追捕。在金門大橋上因T-3000的破壞造成校車翻覆。老爸救起兩人，但因圍上來的警察太多，無法一次解決，只好束手就擒。T-3000型終結者則與車子一起落入海中。一行人在警局接受偵訊時，偽裝成張警探的T-3000型終結者再次偷襲，歐布萊恩的手臂受傷，仍勉力幫助心目中的時空旅人離開。莎拉逃走之餘遇見了年幼時的凱爾，指引他們一家逃生方向。三人上屋頂開走警用直升機逃脫，T-3000型終結者偷了另一架直升機追逐。雙方交火後，莎拉等人落居下風。凱爾使計迂迴到對方上空，讓老爸跳下去破壞T-3000型終結者的直升機使其墜毀。凱爾和莎拉進到公司內遇見了顯現出人形的天網和墜機後存活的T-3000型終結者，得知天網持續進化，創世紀的上線時間從倒數13小時提前至僅剩15分鐘。突然冒出來的老爸出手將T-3000釘到牆上，並與凱爾、莎拉到公司內部裝設炸彈。脫困後的T-3000型終結者卻挾持了莎拉。凱爾打算不顧一切按下按鈕引爆時，被T-3000型終結者出手阻止，老爸和T-3000型終結者打鬥間掉入時光機器原型機所在地。
套著磁鐵拳套的老爸還是遭T-3000型終結者壓制並摧毀掉了左手。凱爾和莎拉及時趕到並聯手攻擊T-3000型終結者。趁機撿回拳套的老爸偷襲得手，將T-3000型終結者抓進時光機器原型機裡。因T-3000型終結者的奈米細胞會受到電磁拳套的干擾而無法組成皮肉組織，老爸吩咐凱爾啟動機器並保護好莎拉，準備和T-3000型終結者一起同歸於盡。時光機器原型機啟動後，T-3000型終結者終於掙脫並甩出老爸。老爸掉入一旁的T-1000型液態金屬原料池中。無法變形又來不及逃出T-3000令時光機爆炸，整間公司垮塌，與創世紀有關的一切跟著被摧毀。而凱爾和莎拉則及時躲進防爆室中逃過一劫。在他們討論著手拾未來科技的殘跡時，一支金屬刀劈開門鎖，原來是掉入T-1000型液態金屬原料池中的老爸，因其核心處理器未遭損壞，不但在池底避過爆炸，反而獲得了T-1000型終結者的變形能力。
三人繼而前往年幼時的凱爾的家，凱爾告訴小時候的自己：「創世紀就是天網。」並要他在鏡子前重複警告自己，作為對未來的警醒。重生的凱爾和莎拉兩人擁吻，卻在老爸的注視下尷尬地中斷。三人開車著前往已成未知的未來。
在片末，在經歷了爆炸後的賽博丹公司的隱藏地下室中，還存有創世紀系統的核心，意味著創世紀／天網仍未摧毀，而究竟是誰派遣老爸保護莎拉也仍是未解之謎。

## 演員
| 演員                                                                                    | 角色                                | 備註 |
| 阿諾·史瓦辛格 布雷特·阿扎爾（年輕時期）                                                 | 守護者／T-800（Guardian／The Terminator） | 由神秘人物經過重新編寫來保護莎拉的終結者，同時也是其養父和保鑣。被前者稱作「老爹（Pops）」。此外，其學習融入人群的能力也被啟動。 最後因掉入液態金屬液中，成了為同時具備T-800型與部分T-1000型特質的混種型終結者。 |
| 艾蜜莉·克拉克 薇拉·泰勒（幼年時期）                                                     | 莎拉·康纳（Sarah Connor）           | 9歲時雙親死亡並被T-800收養，成年後挺身而出對抗天網的女戰士。 |
| 傑森·克拉克                                                                             | 約翰·康纳（John Connor）            | 未來人類反抗軍領袖，莎拉和凱爾的兒子，帶領著人們對抗機器。後遭T-5000將體內的細胞變為奈米體，成為天網代理者「T-3000」。                                                                                           |
| 傑森·克拉克                                                                             | T-3000型終結者                      | 奈米型終結者，擅長滲透，能變化成磁粉狀和高速移動。弱點是害怕磁力（會使體內的磁粉受到干擾）。 |
| 傑·寇特尼 柯比·普林斯（幼年時期）                                                       | 凱爾·瑞斯（Kyle Reese）             | 未來反抗軍領袖約翰的副手，原本是被送回過去保護莎拉，但得知對方的狀況後與其一同並肩作戰。實際為約翰·康納的父親。                                                                                                  |
| 亞倫·V·威廉森                                                                           | 終結者T-800／101型                  | 被送往1984年暗殺莎拉的T-800型終結者，被莎拉和重新編寫的T-800攔截。 |
| 李炳憲                                                                                  | T-1000型終結者                      | 液態金屬型終結者，被送回1984年暗殺莎拉和凱爾。害怕強酸液體。此外，還曾到1973年企圖刺殺年幼時期的莎拉。 |
| 馬特·史密斯 伊恩·埃瑟里奇（創世紀／10歲聲音） 諾蘭·葛洛斯（14歲） 塞斯·梅里韋瑟（18歲） | T-5000型終結者／天網（SkyNet）      | 原為賽博丹公司開發的APP「創世紀」（Genisys），後產生自我意識而企圖毀滅人類。2029年的人機最後決戰時，知道自己會敗於人類，而偽裝成反抗軍「艾力克斯」（Alex），為天網自行變化的人形體。                             |
| J·K·西蒙斯 韋恩·巴斯特厄普（年輕時期）                                                  | 歐布萊恩警探（Detective O'Brien）   | 舊金山警察局警探，1984年還是年輕員警時與遭到終結者襲擊的凱爾等人不期而遇，後來開始研究時空理論。 |
| 格雷戈里·艾倫·威廉士                                                                    | 哈丁警探（Detective Harding）       | 舊金山警察局警探。 |
| 戴奧·奧柯奈伊                                                                           | 丹尼·戴森（Danny Dyson）            | 賽博丹公司員工與邁爾斯的兒子 |
| 寇特尼·B·萬斯                                                                           | 邁爾斯·戴森（Miles Dyson）          | 賽博丹公司員工與「創世紀」（天網）的開發者。 |
| 何家蓓                                                                                  | 張警探（Detective Cheung）          | 警局偵探。 |
| 米高·加迪斯                                                                             | 馬爾蒂斯中尉（Lieutenant Matias）   | 警局偵探負責人。 |
| 格里夫·佛斯特                                                                           | 伯克警探（Agent Burke）             | 警局偵探。 |

## 制作
2014年4月21日在新奥尔良开拍，同年8月6日在舊金山杀青。2014年8月6日，電影公布正名為《Terminator: Genisys》。

## 音樂
| 電影音樂 | 電影音樂                                                          | 電影音樂 |
| 曲序     | 曲目                                                              | 时长     |
| -------- | ----------------------------------------------------------------- | -------- |
| 1.       | Fate and Hope                                                     | 3:57     |
| 2.       | Better Days                                                       | 3:05     |
| 3.       | Work Camp                                                         | 3:37     |
| 4.       | Bus Ride                                                          | 2:03     |
| 5.       | Sarah & Kyle                                                      | 4:36     |
| 6.       | Alley Confrontation                                               | 2:33     |
| 7.       | Sarah Kicks Ass                                                   | 1:53     |
| 8.       | Cyberdyne                                                         | 3:41     |
| 9.       | Still After Us                                                    | 2:52     |
| 10.      | Come With Me                                                      | 3:42     |
| 11.      | John Connor                                                       | 2:55     |
| 12.      | It’s Really Me                                                    | 2:36     |
| 13.      | Alcove                                                            | 2:17     |
| 14.      | I Am More                                                         | 2:40     |
| 15.      | If You Love Me You Die                                            | 5:52     |
| 16.      | Judgment Day                                                      | 2:56     |
| 17.      | Family                                                            | 3:14     |
| 18.      | Fight                                                             | 3:01     |
| 19.      | Sacrifice                                                         | 4:21     |
| 20.      | Guardianship                                                      | 3:26     |
| 21.      | What If I Can't?                                                  | 4:23     |
| 22.      | Terminated（（根據於布萊德·菲德爾創作的《魔鬼終結者》的主題樂）） | 2:00     |
| 总时长： | 总时长：                                                          | 71:52    |

| 電影音樂 - 附贈曲目 | 電影音樂 - 附贈曲目                                      | 電影音樂 - 附贈曲目   | 電影音樂 - 附贈曲目                               | 電影音樂 - 附贈曲目 |
| 曲序                | 曲目                                                     | 作曲                  | 詞作者                                            | 时长                |
| ------------------- | -------------------------------------------------------- | --------------------- | ------------------------------------------------- | ------------------- |
| 23.                 | Fighting Shadows（附贈曲目 - 《終結者：創世紀》 主題曲） | 張靚穎 與 大肖恩 和唱 | King Logan，Eric Dawkins，Sean Anderson 和 張靚穎 | 3:11                |
| 总时长：            | 总时长：                                                 | 总时长：              | 总时长：                                          | 1:15:03             |

歌曲不包括在原聲帶內
- "I Wanna Be Sedated" – 雷蒙斯合唱團 [2:29]
- "Love Runs Out" – 共和世代 [3:44]
- "Bad Boys" – 內圓 [3:52]

## 市場營銷
2014年12月2日，派拉蒙釋出一張動態海報，代表即將推出的首部預告。12月3日，其前導預告只有短短15秒；12月4日，正式預告出爐。2015年6月19日，阿諾·史瓦辛格與艾蜜莉·克拉克參加了電視節目《葛漢·諾頓秀》以宣傳電影。此外，為了宣傳史瓦辛格還在好萊塢杜莎夫人蠟像館扮蠟像捉弄人。

## 發行

### 評價
《魔鬼終結者：創世契機》獲得了褒貶不一的評價。爛番茄根據279條專業影評持有26％的評級，平均得分4.7／10，觀眾新鮮度52％，平均得分3.3／10；該網站共識：「陷入混亂神話的《魔鬼終結者：創世契機》是一個慘敗的翻新，缺乏主題深入、合理構想，或曾不可一世的系列上的刺激視覺」。Metacritic得分38，代表著「普遍不佳的評價」，低于《终结者2018》的49分。
《Screen International》雜誌的提姆·格里爾遜給了本片的動作與節奏正面的評價。《每日郵報》從滿分五星中給了本片四星，認為史瓦辛格和該系列為「爆炸性的歸來」。《Rolling Stone》也給了本片三星（滿分四星）的好評。
有些觀眾覺得本系列電影推出此續集似乎受到鋼鐵人系列電影的影響，部分劇情也雷同全面進化。

### 票房
北美方面，本片與《舞力麥克：尺度極限XXL》同時於3700間戲院上映。週二和週三，電影分別獲得230萬美元與890萬美元的票房。其中，週二晚上獲得的230萬美元，擊敗了派拉蒙影業之前的《海克力士》的紀錄。北美首周末三天收入2870万列第三位，首周5天累计4416万。
電影在北美外的十個國家的首映周末獲得830萬美元的票房。
中國大陸方面，本片是2015年暑期“国产电影保护月”结束后上映的第一部好莱坞大片，首周上映1日便获得了约1.68亿人民币的票房，居当周票房的第二名，并于次周和第三周拿下中国两周票房冠军，最终成绩为7.24亿人民币。
台灣方面，首週四天票房為新台幣6388萬元；次週票房累計至新台幣1.14億元；第三週票房累計至新台幣1.31億元。
| 上一届： 《侏罗纪世界》     | 2015年香港一週票房冠軍 第26週                          | 下一届： 《小小兵》  |
| 上一届： 《侏罗纪世界》     | 2015年台灣週末票房冠軍 第27週                          | 下一届： 《小小兵》  |
| 上一届： 《滚蛋吧！肿瘤君》 | 2015年中国内地一周票房冠军 第35-36周（8月24日—9月6日） | 下一届： 《碟中谍5》 |

## 榮譽
| 頒獎典禮         | 獎項                   | 得獎者             | 結果 |
| 2015青少年票選獎 | 夏季選擇獎：電影       | 《终结者：创世纪》 | 提名 |
| 2015青少年票選獎 | 夏季選擇獎：電影女演員 | 艾蜜莉·克拉克      | 提名 |

## 續集
2014年9月，派拉蒙公司宣布了一項全新三部曲計劃，兩部續集預定分別於2017年5月19日和2018年6月29日推出。2015年2月24日，阿諾·史瓦辛格透露，他將回歸第六部電影。然而，基於票房不理想，使得派拉蒙開始對後兩部續集能如實推出而感到疑慮。
2015年10月，派拉蒙公司宣佈無限期延期《魔鬼終結者：創世契機》三部曲計畫。2016年1月，宣布續集被取消。
2016年3月18日，根據Hollywoolife報導，史瓦辛格在記者採訪時表示，續集照常開拍，當時開拍日期及所有相關事宜都未公開。

最後證實，2019年上映的第六部魔鬼終結者系列電影《魔鬼終結者：黑暗宿命》劇情乃接續《魔鬼終結者2》，《創世契機》的後續劇情已被放棄。